# Agnes I av Nevers
Agnes I av Nevers, död 1193, var en fransk vasallherre. Hon var regerande grevinna av Auxerre, Nevers och Tonnerre mellan 1185 och 1193, och regerande dam av Bourbon 1249-1262.